# سن پتر پورت
سن پتر پورت پایتخت جزایر گرنزی که در کانال مانش واقع شده است